# Łódź Kaliska (stacja kolejowa)
Łódź Kaliska – drugi co do wielkości dworzec kolejowy i stacja kolejowa Łodzi (po Łodzi Fabrycznej), położony na zachód od centrum miasta. Według klasyfikacji PKP jest dworcem kategorii Premium (do 2015 r. kategorii B). Stacja ma 5 peronów, które są częściowo zadaszone szklanymi wiatami na peronach. Po stronie wschodniej znajduje się Dworzec PKS Łódź Kaliska, z którego odjeżdża większość autobusów dalekobieżnych oraz autobusy lokalne w kierunku południowo-zachodnim.

## Ruch pasażerski
| Rok  | Wymiana roczna | Wymiana pasażerska na dobę | Miejsce w Polsce |
| ---- | -------------- | -------------------------- | ---------------- |
| 2017 | 2 260 000      | 6200                       | 38.              |
| 2018 | 2 300 000      | 6300                       | 48.              |
| 2019 | 2 520 000      | 6900                       | 38.              |
| 2020 | 1 700 000      | 4700                       | 31.              |
| 2021 | 1 330 000      | 4200                       | 52.              |
| 2022 | 1 861 500      | 5100                       | 73.              |
| 2023 | 2 810 000      | 7700                       | 46.              |

## Historia
Początki planów budowy dworca sięgają roku 1862, wtedy na terenach będących pod zaborem pruskim ukonstytuował się Komitet Budowy Kolei Żelaznych z Wrocławia do Warszawy, który wystąpił do władz Królestwa Prus o zezwolenie na budowę linii kolejowej. Planowana linia miała biec po trasie Wrocław–Łódź – do połączenia z linią warszawsko-wiedeńską. Projekt nie został jednak początkowo zaakceptowany i przez wiele lat kolejne wnioski były odrzucane. Również w zaborze rosyjskim, pod którym znajdowała się ówczesna Łódź, ze względów strategicznych nie chciano słyszeć o budowie linii kolejowej do granicy zachodniej, dopiero w 1898 roku, po 30 latach zabiegów i lobbowania najważniejszych urzędników Królestwa Polskiego, car Mikołaj II zaakceptował plany budowy linii na trasie Warszawa–Kalisz, obwarowanej jednak warunkami budowy torowiska szerokotorowego (1524 mm), co miało stanowić barierę komunikacyjną, oddzielającą teren Imperium Rosyjskiego od ewentualnego zagrożenia ze strony Cesarstwa Niemieckiego, wtedy też zapadła decyzja o budowie nowego przystanku kolejowego w Łodzi. Budowę rozpoczęto na terenie lasu miejskiego (którego współczesnymi pozostałościami są Park na Zdrowiu i Park Poniatowskiego), znajdującego się wówczas na obrzeżach miasta, ponad 3 kilometry od centrum (według wymogów imperialnych, stacje kolejowe musiały być budowane o około 3 wiorsty od miast).

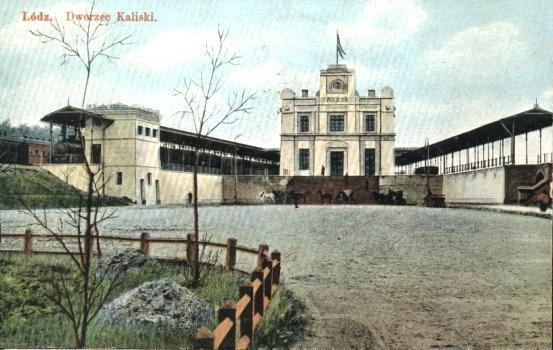
Pierwszy budynek dworca Łódź Kaliska, po 1903

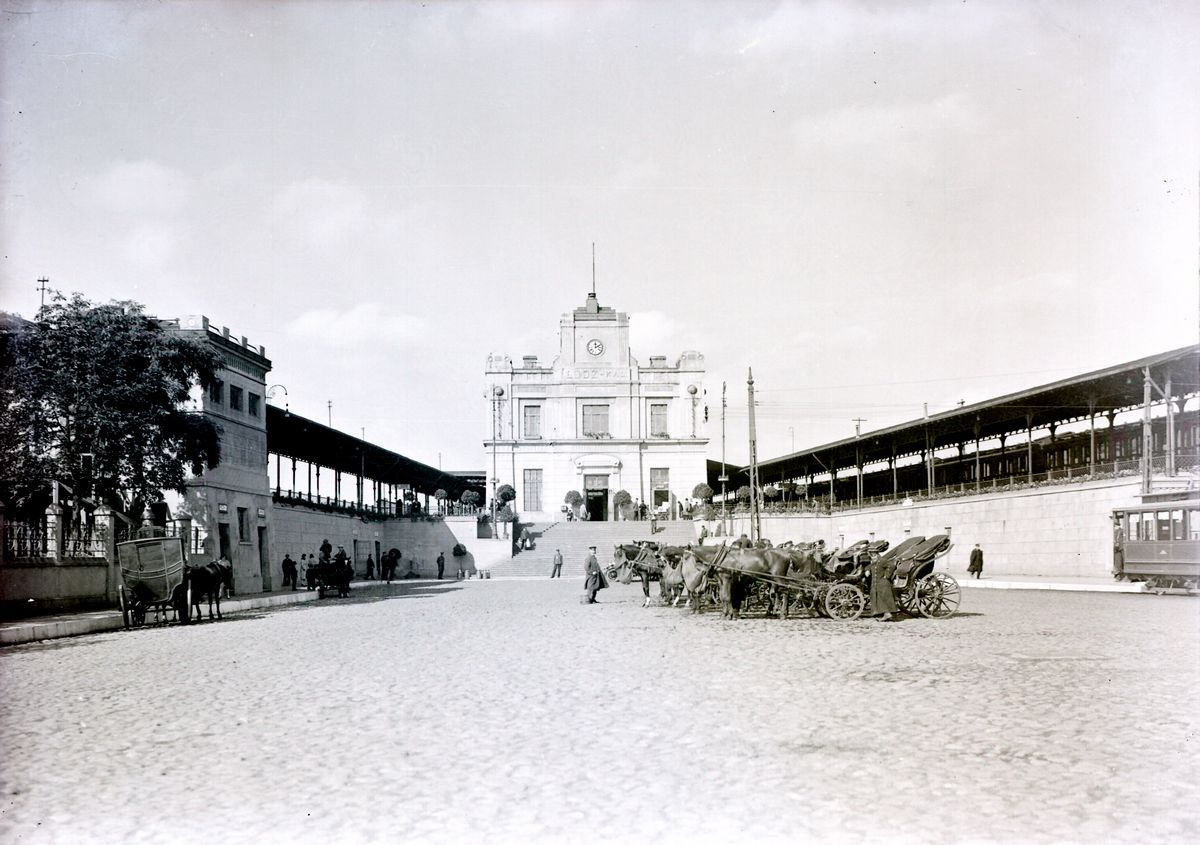
Dworzec Kaliski w okresie międzywojennym

Nowy dworzec wraz z budynkiem zaprojektowanym przez architekta Czesława Domaniewskiego wybudowano w latach 1900–1902. Główny secesyjny budynek dworca był uważany za jeden z najpiękniejszych budynków użytkowych Łodzi. Pociągi wjeżdżające na stację zatrzymywały się na specjalnie wybudowanym wiadukcie, z ulokowanych po obu stronach budynku zadaszonych peronów, których dachy oparto na zdobionych, żeliwnych podporach można było dostać się bezpośrednio do dworcowego holu. Wyłożone drewnianą boazerią wnętrze posiadało sporo secesyjnych detali, m.in. mosiężne wykończenia i kryształowe szyby w drzwiach. Budynek wieńczyła wieża zegarowa z iglicą. Przed jego wejściem, do którego prowadziły szerokie, nadające mu monumentalny charakter schody, znajdował się obszerny brukowany plac, na którym na podróżnych czekały dorożki i omnibusy. W pobliżu dworca usytuowano warsztaty, parowozownię, magazyny oraz wybudowano kolejową wieżę wodną i domy dla kolejarzy. Pierwszy pociąg (na niewykończoną jeszcze stację) wjechał 15 listopada 1902 roku. W 1913 roku w pobliże dworca dotarła linia tramwajowa, pętla linii zbudowana została po wschodniej stronie pierwszego z wiaduktów, dopiero w latach 30 XX w. dobudowany fragment torowiska pozwolił zatrzymywać się tramwajom tuż przed budynkiem dworca. Obecnie tramwaje zatrzymują się z dala od dworca, na współcześnie wybudowanej alei Bandurskiego, która biegnie na zachód w kierunku Karolewa i Retkini.
W listopadzie 1914 roku, podczas oblężenia Łodzi dworzec został ostrzelany z armat przez wojska niemieckie, był również celem nalotów bombowych aeroplanów. Podczas walk całkowicie zniszczona została wieża ciśnień. 11 listopada 1918 roku dworzec po raz kolejny znalazł się w ogniu walki – podczas walk o wyzwolenie miasta, łódzcy powstańcy pod dowództwem Stefana Pudlarza wyparli ze stacji broniące się tam wojska niemieckie.
Podczas okupacji niemieckiej 1939–1945 nazwa: Litzmannstadt Hbf (Hauptbahnhof).
28 września 1946 na stacji wydarzyła się katastrofa kolejowa, w której zginęło 21 osób, a ponad 40 zostało rannych.

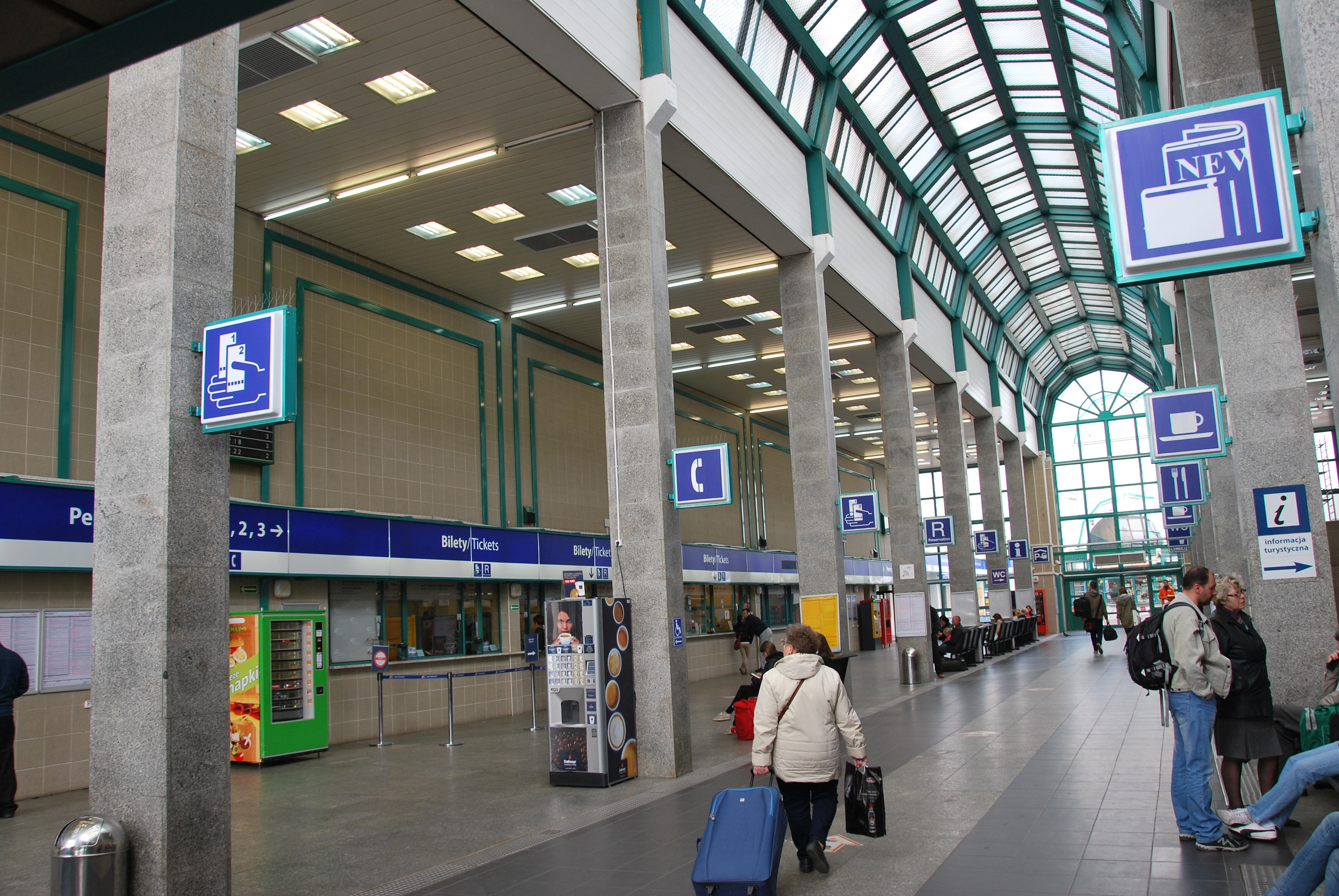
Postmodernistyczny hol główny dworca Łódź Kaliska w 2015 roku przed wyburzeniem w 2023 roku

Początkowo autorem projektu budynku nowego dworca był syn jednego z głównych polskich modernistów, Bohdana Lacherta – Rudolf Lachert, jednak opracowany przez niego projekt uznano za zbyt drogi i nie doszło do jego realizacji. Stary budynek dworca służył więc jeszcze do lat 80. XX wieku. Ponieważ nigdy nie trafił na listę zabytków, w 1982 roku został on zamknięty, a poczekalnia i kasy na czas przebudowy przeniesiono do hali na tyłach stacji, od strony Alei Unii. W 1994 na miejscu starego budynku oddano do użytku nowy, którego bryła miała nawiązywać do wyburzonego secesyjnego dworca. Tym razem projekt zlecono Janowi Gorgulowi, który z pomocą Marka Skurnóga i Wojciech Garszyńskiego opracował obecnie zrealizowany projekt. Niestety – podczas trwającej kilkanaście lat modernizacji infrastruktury stacji, nie została dokończona jej wschodnia strona. W 1996 roku istniała już część nowego wiaduktu wschodniego nad aleją Bandurskiego i prowadzono po niej ruch kolejowy, czego pozostałością są stojące w 2016 roku nadal na wiadukcie bramownice sieci trakcyjnej. Następnie wybudowano kolejne przęsła wiaduktu, zastępujące dawny niewielki wiadukt nad ulicą Karolewską. Przebudowa została jednak przerwana zanim na rozbudowanym wiadukcie zdążono położyć szyny. Dawny plac budowy – miejsca pod perony i torowiska zarastały drzewa. Nieczynne było też przejście podziemne pod peronami w rejon dworca autobusowego i poczty. Ze względu na niedokończoną inwestycję, trzy perony we wschodniej części dworca były przez długi czas peronami czołowymi o ograniczonej funkcjonalności, bo były dostępne dla pociągów jedynie od strony północnej.
Od 2017 do 2021 roku stacja nie obsługiwała żadnych połączeń przewoźnika PKP InterCity i znacznie straciła na znaczeniu. Powodem tego są przejazdy pociągów z północy przez Łódź Marysin i Łódź Arturówek, a nie jak wcześniej przez Łódź Kaliską i Łódź Żabieniec. Od rozkładu jazdy 2021/2022 w niektórych okresach stacja obsługiwała pociąg TLK/IC „Kociewie” do Gdyni.
W kwietniu 2020 rozpoczęto remont stacji, mający na celu uruchomienie dotychczas nieczynnego wiaduktu wschodniego i przebudowę układu torowego po zachodniej stronie.
6 listopada 2022 oddano do użytku wiadukt wschodni, wraz ze zlokalizowanymi na nim peronami 4 i 5.
11 grudnia 2022 wraz w prowadzeniem nowego rozkładu jazdy oficjalnie zakończyła się modernizacja stacji, a ruch pociągów został przywrócony w rozszerzonym zakresie – wykorzystując nowe perony po dokończeniu (po ponad 20 latach) budowy wiaduktu nad al. Bandurskiego, wprowadzeniu komputerowego sterowania ruchem i wymianie torów. Podróżni będą mogli korzystać z 5 peronów z wszystkimi torami przelotowymi.

### Kino Dworcowe
W latach 70. na terenie dworca funkcjonowało kino Dworcowe, do którego zasłaniane jedynie kurtynami wejście prowadziło od strony baru. Kino było przeznaczone dla oczekujących na pociągi pasażerów, żeby z niego skorzystać trzeba było posiadać peronówkę – specjalny bilet uprawniający do wejścia na peron.

## Dojazd z i do dworca
W rejonie dworca zatrzymują się następujące linie tramwajowe i autobusowe:
- Przystanek Bandurskiego – Dworzec Łódź Kaliska:
  - Tramwaje linii 10A, 10B, 12, 14, 18.
  - Autobusy linii 65B, 80A, 80C, 86, 99, N2, 6.
- Przystanek Włókniarzy – Mickiewicza (Dworzec Łódź Kaliska):
  - Tramwaje linii 8, 12.
  - Autobusy linii 52, 65A, 65B, 80A, 80C, 86, 93, 99, N2, 6.
- Przystanek Włókniarzy – Karolewska (Dworzec Łódź Kaliska):
  - Tramwaje linii 8, 16.
  - Autobusy linii 65B, 80A, 80C, 86, 97A, 97B, 99.

Przed budynkiem dworca znajduje się krańcówka autobusowa dla linii 52, 93, 97A i 97B, obsługiwanych przez MPK Łódź, a także linii 6 prowadzonej przez ZPK Markab. Na wschód od stacji kolejowej znajduje się dworzec autobusowy, obsługujący ruch dalekobieżny i regionalny.

## Dworzec Łódź Kaliska w filmie
- Pociąg (1959) – chociaż tytułowy pociąg jest relacji Warszawa–Hel, to w pierwszych sekwencjach wsiadający do niego pasażerowie idą po schodach dworca Łódź Kaliska[28].
- Ich dzień powszedni (1963) – bohater filmu tuż przed wyjazdem do Nowego Targu kłóci się z żoną, ona odjeżdża z toru 4 przy peronie 4 dworca Łódź Kaliska, on spóźniony próbuje zdążyć na pociąg[29].
- Otello z M-2 (1968) – inżynier Chrupek wraca z delegacji na dworzec Łódź Kaliska, stamtąd też dzwoni do domu.
- Daleko od szosy (1976) – Leszek po odbyciu służby wojskowej wraca do Łodzi. Na dworcu Łódź Kaliska żegna się z kolegą z wojska, Mirkiem. W tym samym odcinku (5) Leszek na peronie dworca Łódź Kaliska żegna się z Anią, która wyjeżdża na wakacje do Jugosławii.
- Czerwone węże (1981) – dwunastoletnia Władzia, która spędzała w Łodzi okres strajku hutników na Śląsku, wraca do domu z dworca Łódź Kaliska. W ostatnich sekwencjach widać żeliwne podpory zadaszenia peronu[30].
- Zabicie ciotki (1984) – ujęcie na dworcu Łódź Kaliska[31].
- Ajlawju (1999) – kilka ujęć, w tym jedno z najsłynniejszych kiedy Adaś Miauczyński wychodzi z budynku dworca i poślizgnąwszy się klnie: „Łódź, kurwa”[32].
- Bajland (2000) – czekający na pociąg pasażerowie oglądają w hali dworca spot wyborczy kandydata na prezydenta Jana Rydla. W innym fragmencie bezrobotny plastyk wraz z żoną szuka na dworcu noclegu[33].
- Wymyk (2010) – wybierający się w podróż kolejką podmiejską bracia odjeżdżają z dworca Łódź Kaliska[6].

## Galeria

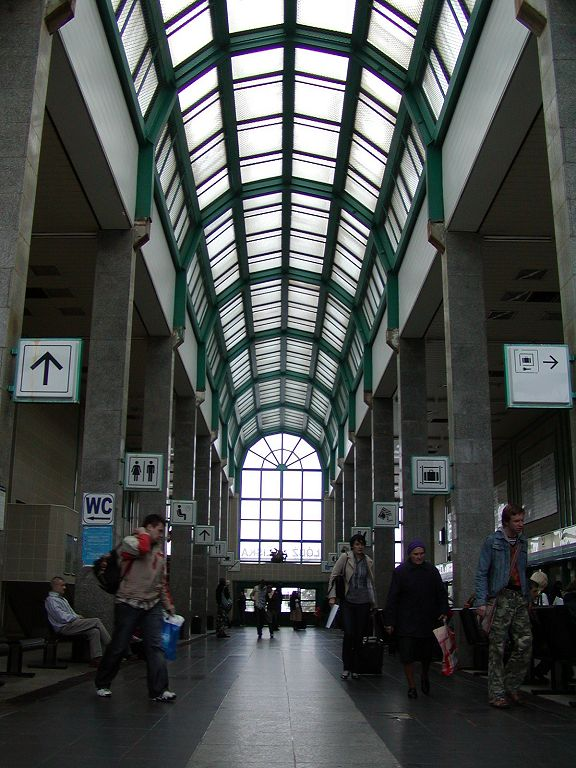
Hala dworcowa przed modernizacją
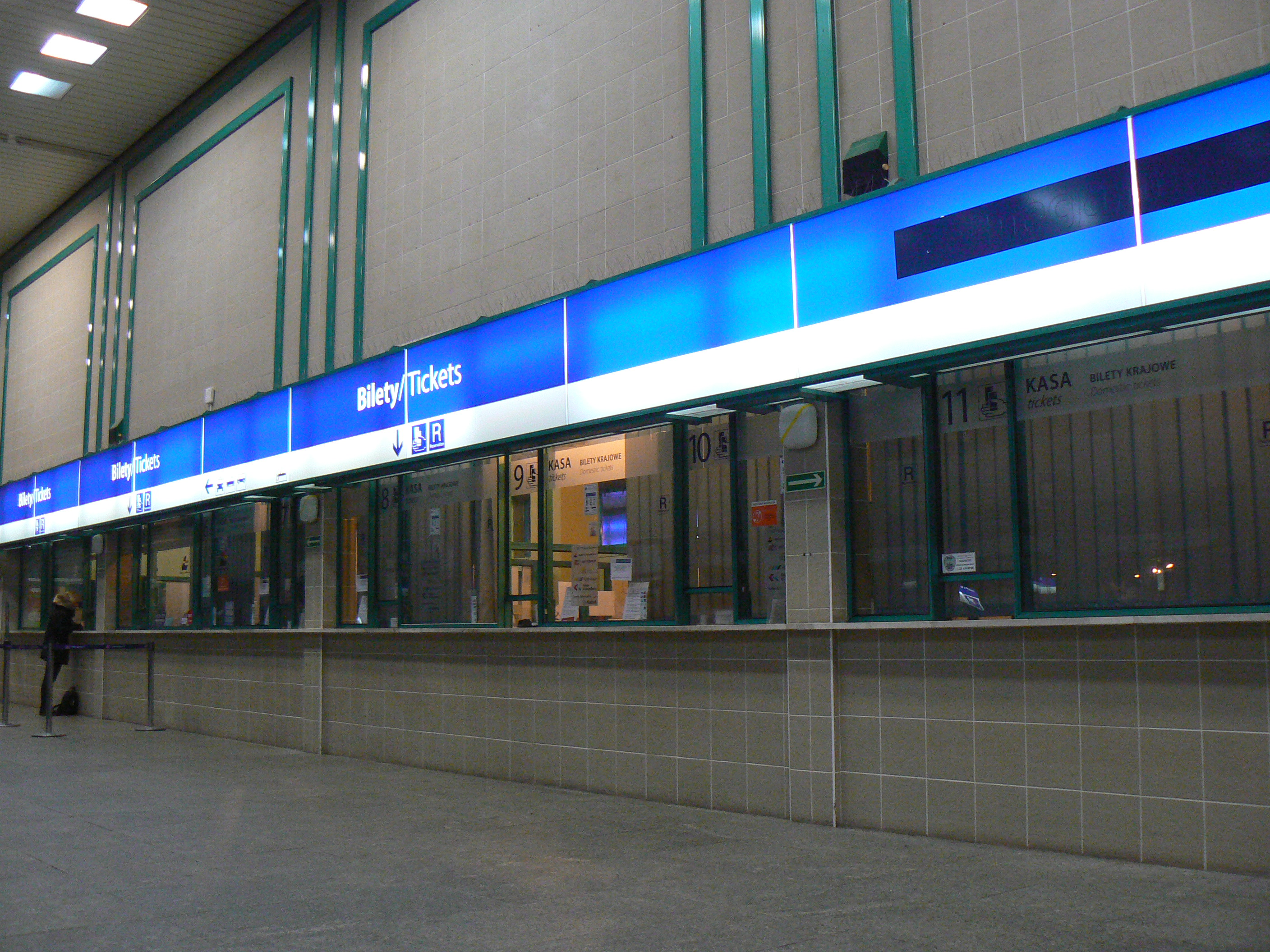
Kasy biletowe na dworcu przed modernizacją
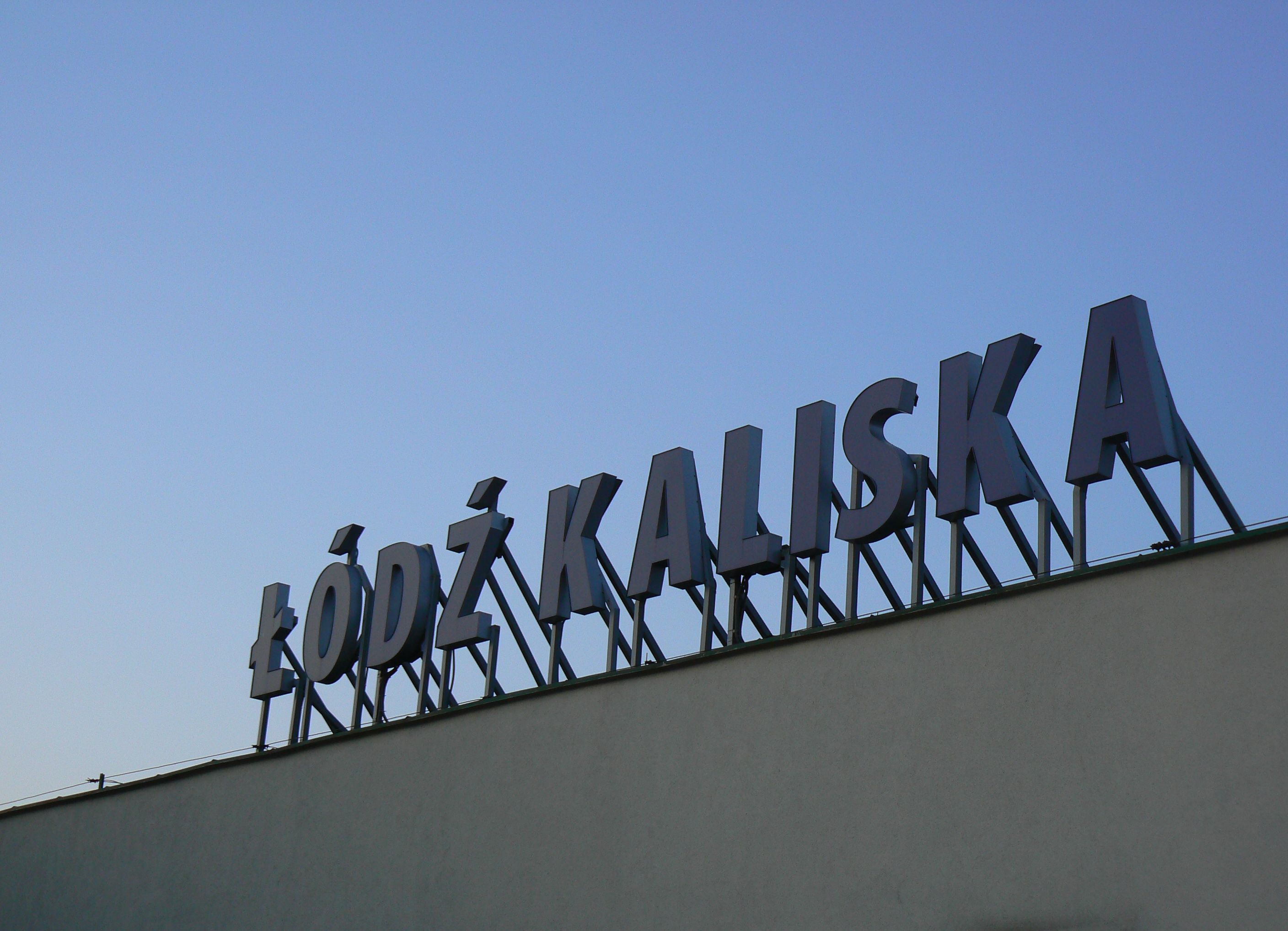
Napis przestrzenny Łódź Kaliska na budynku dworcowym (nieistniejący)
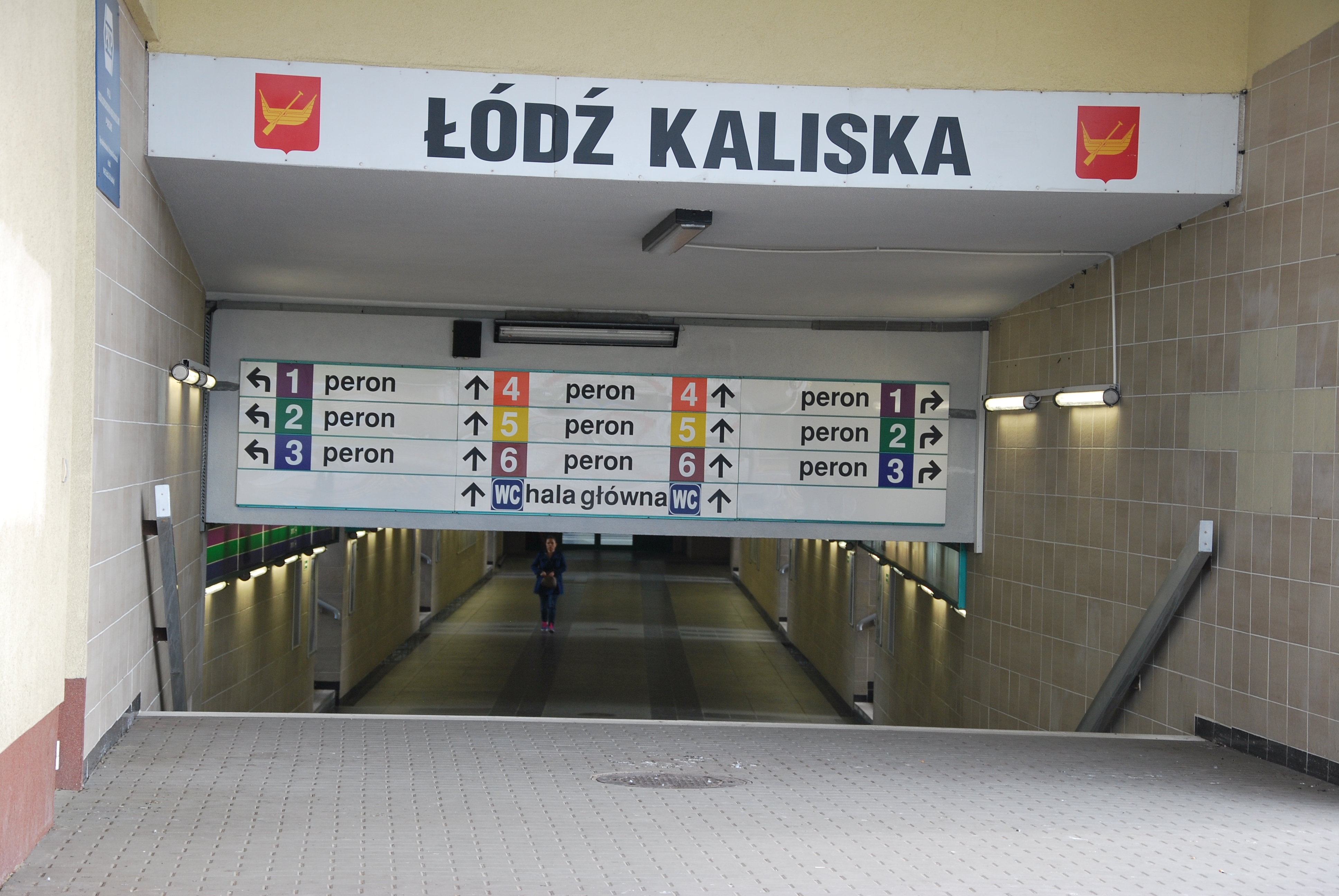
Zejście do przejścia podziemnego w obrębie dworca
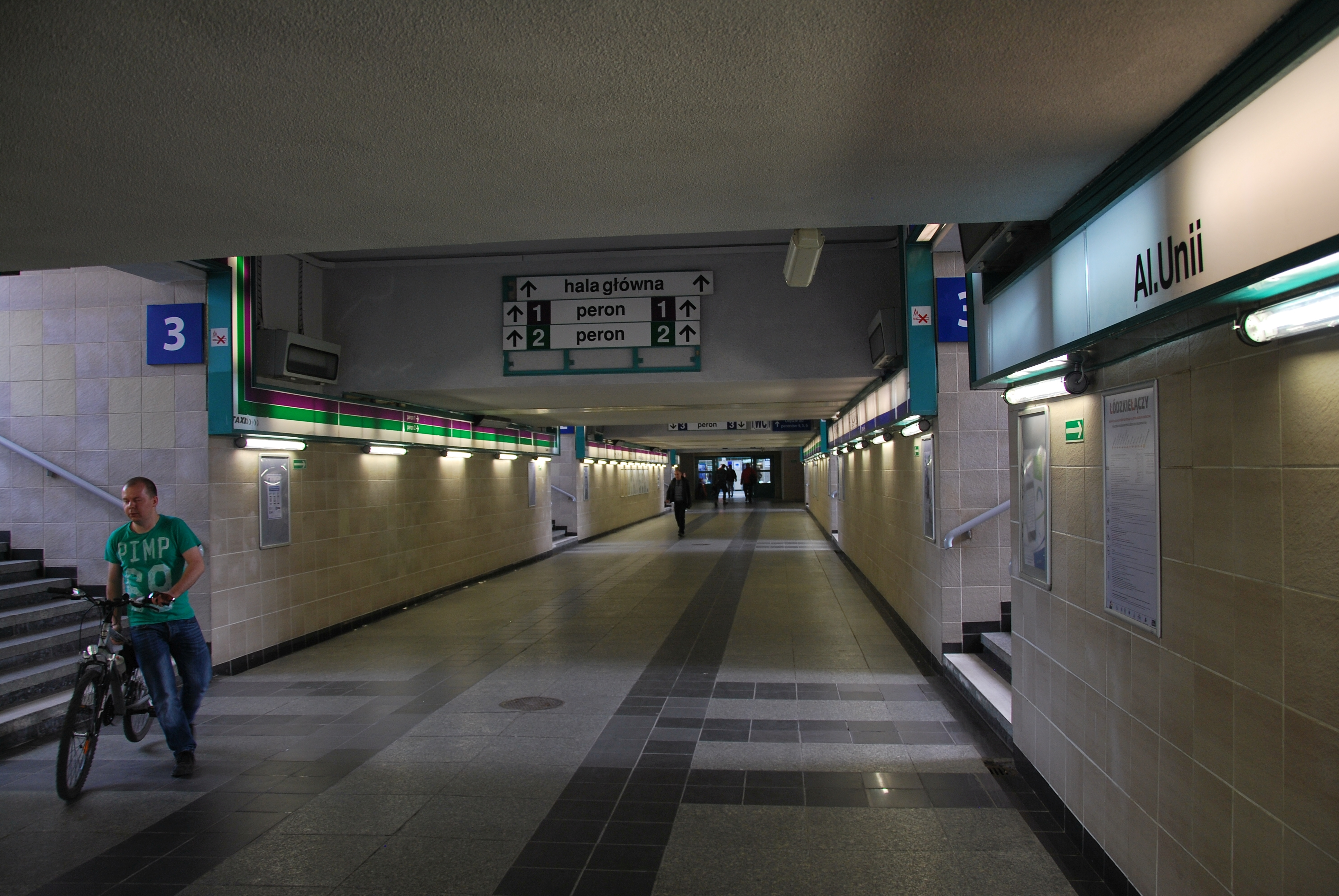
Przejście podziemne na perony
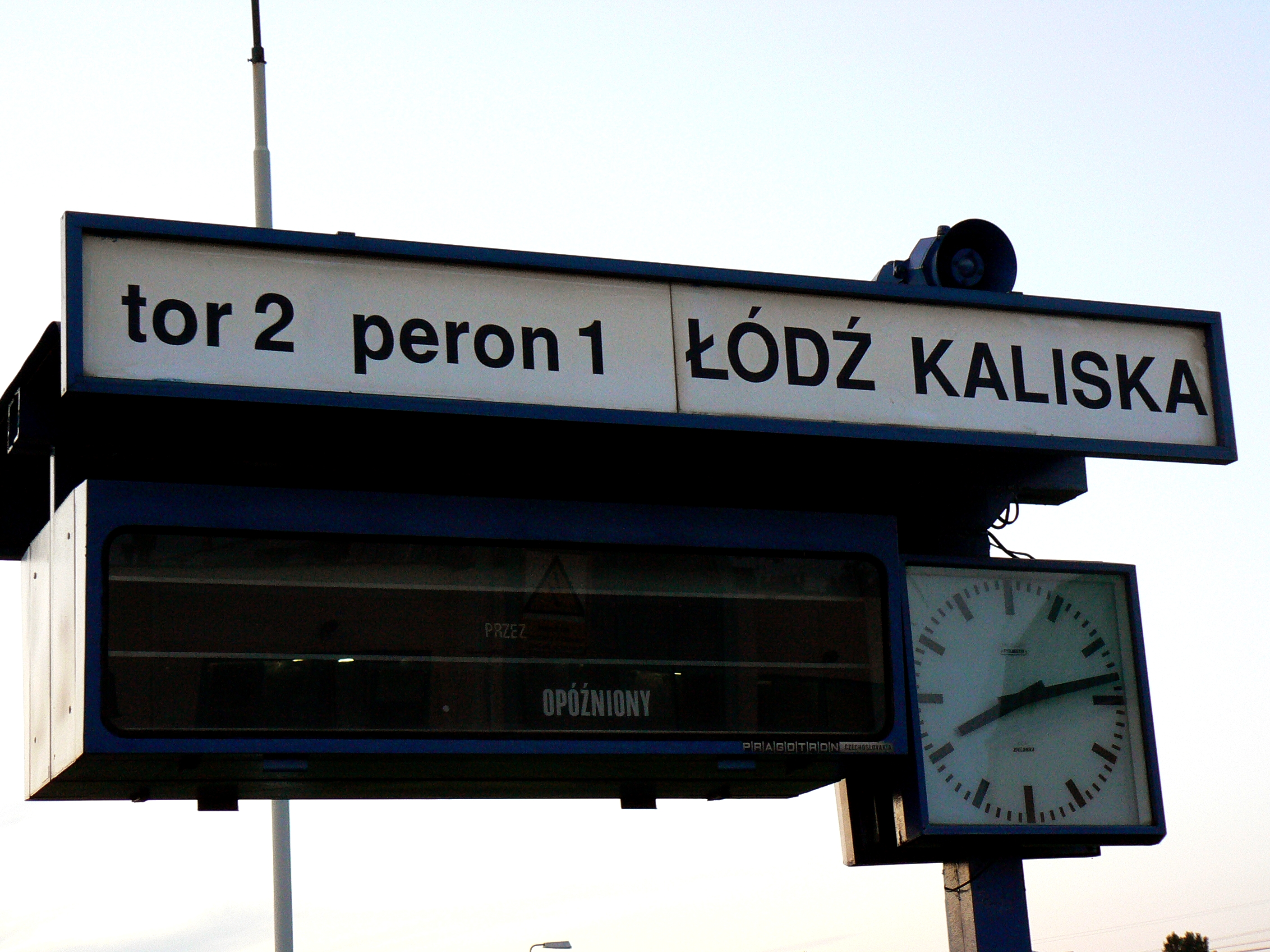
Zegar, nazwa stacji, numer peronu oraz tablica odjazdu pociągów przed likwidacją
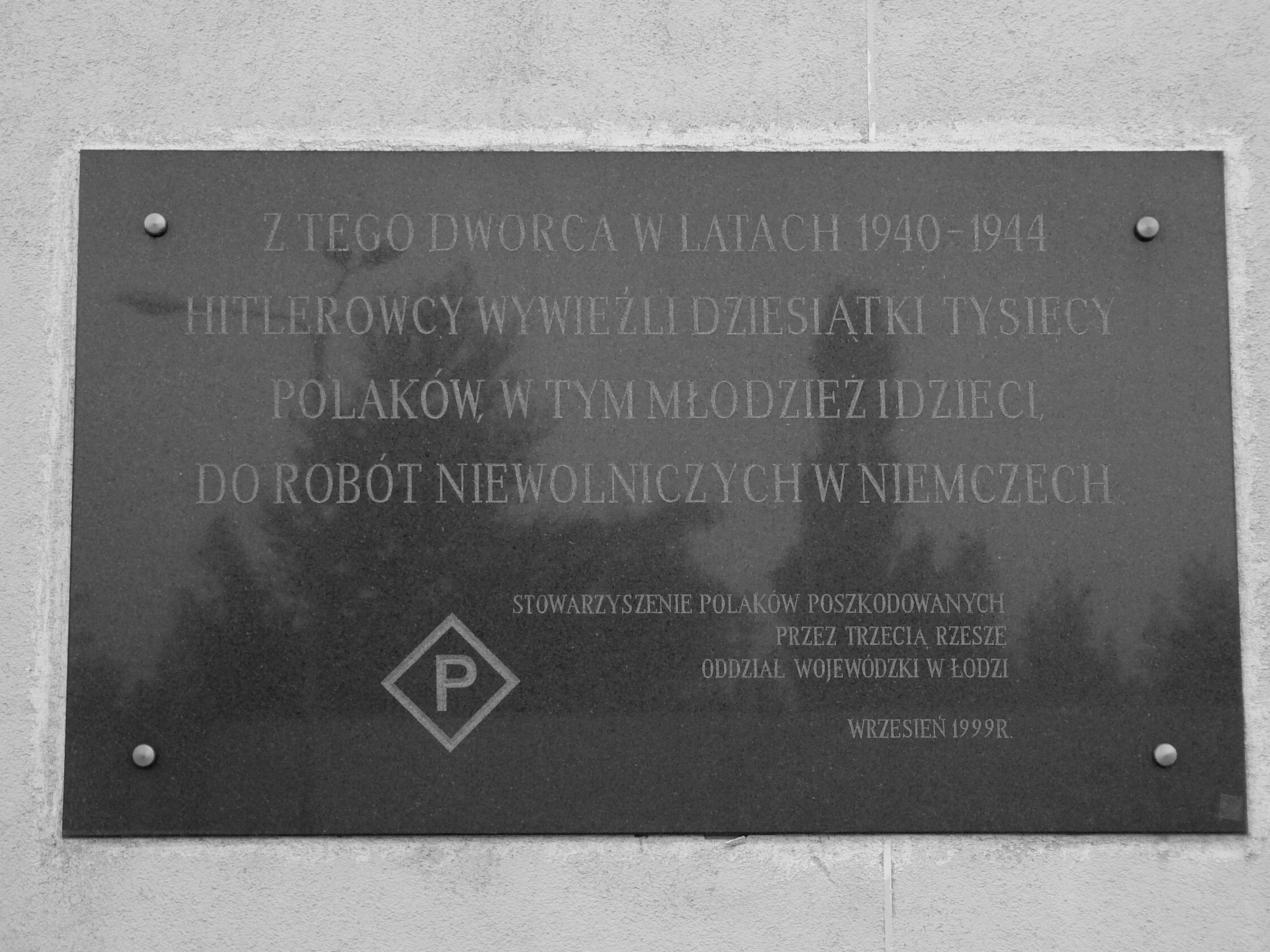
Tablica upamiętniająca deportowanych na roboty przymusowe do III Rzeszy w latach 1940–1944 ze stacji Łódź Kaliska
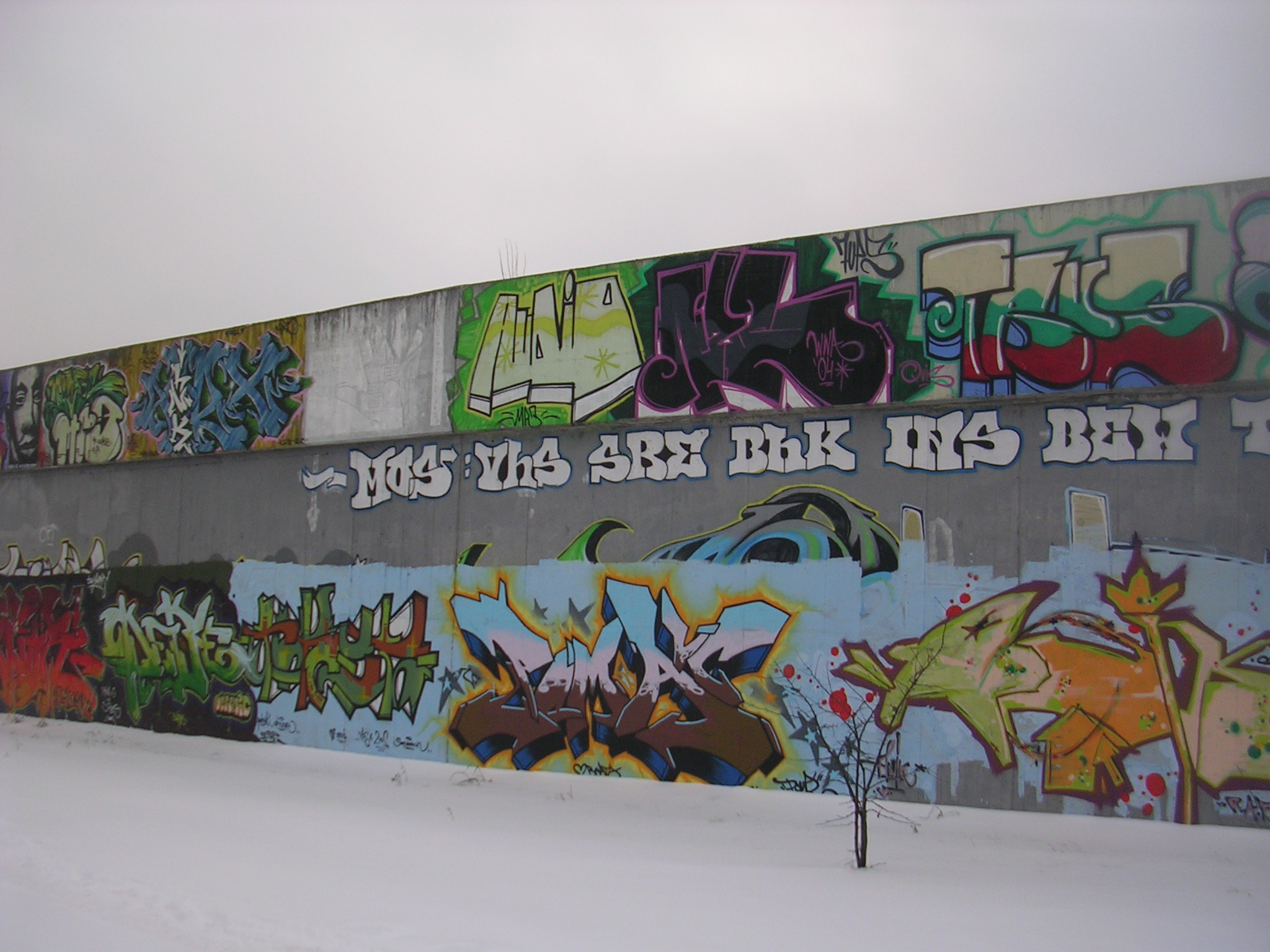
Graffiti w okolicy dworca od strony krańcówki autobusowej
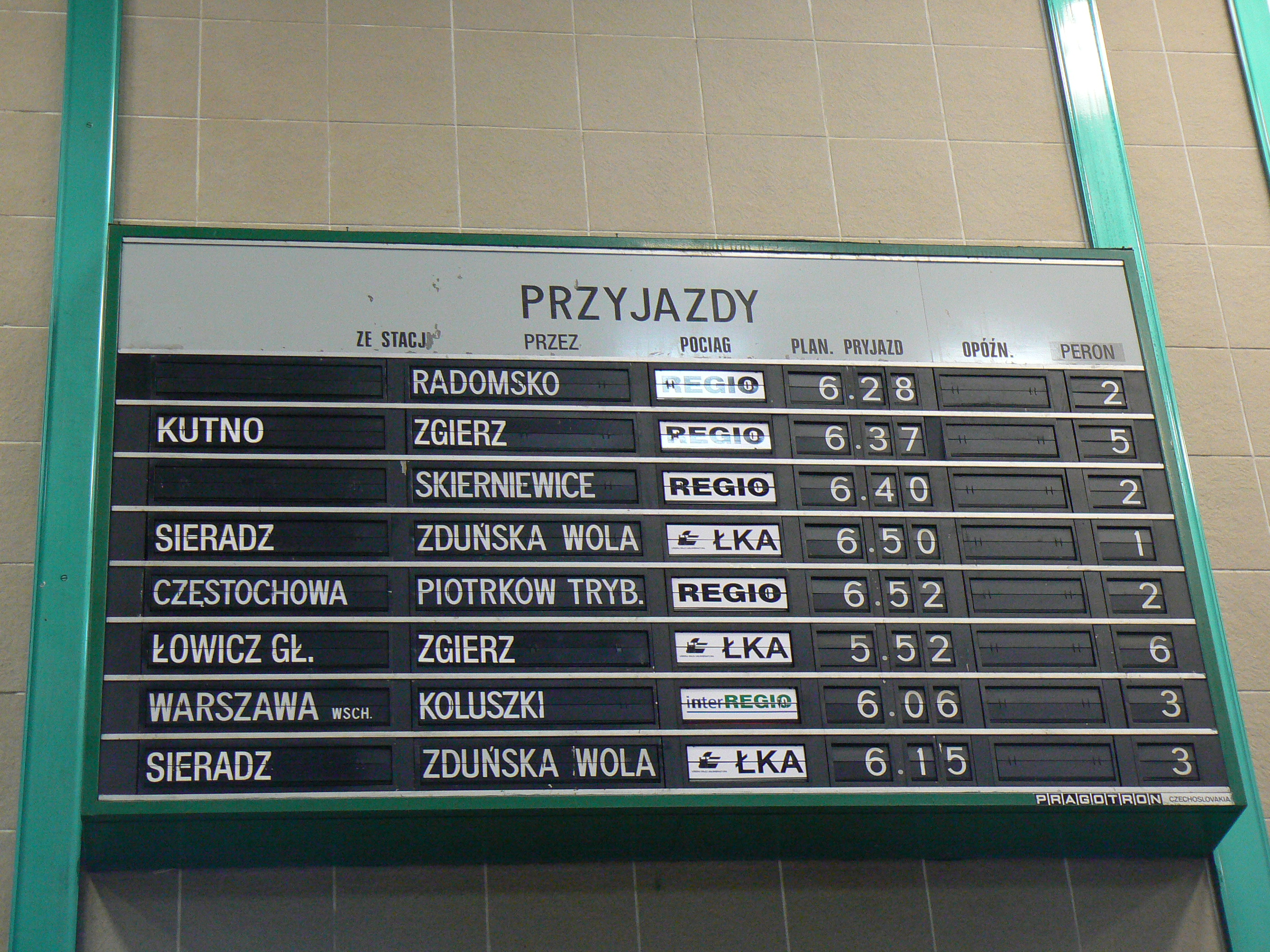
Tablica przyjazdów firmy Pragotron w hali dworcowej przed likwidacją
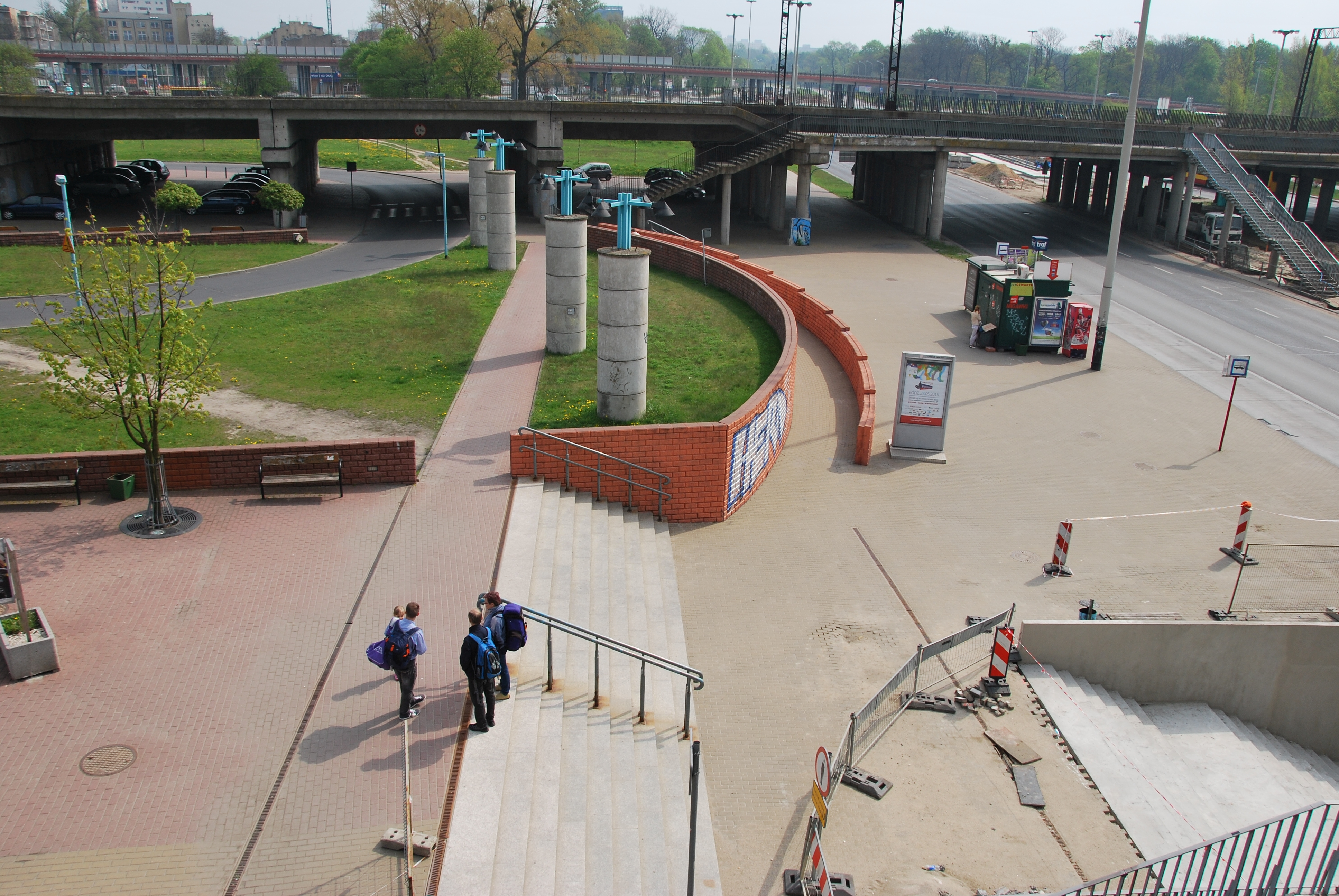
Okolice Dworca Kaliskiego, widok na nieczynny wschodni wiadukt kolejowy nad aleją Bandurskiego (Trasa W-Z)
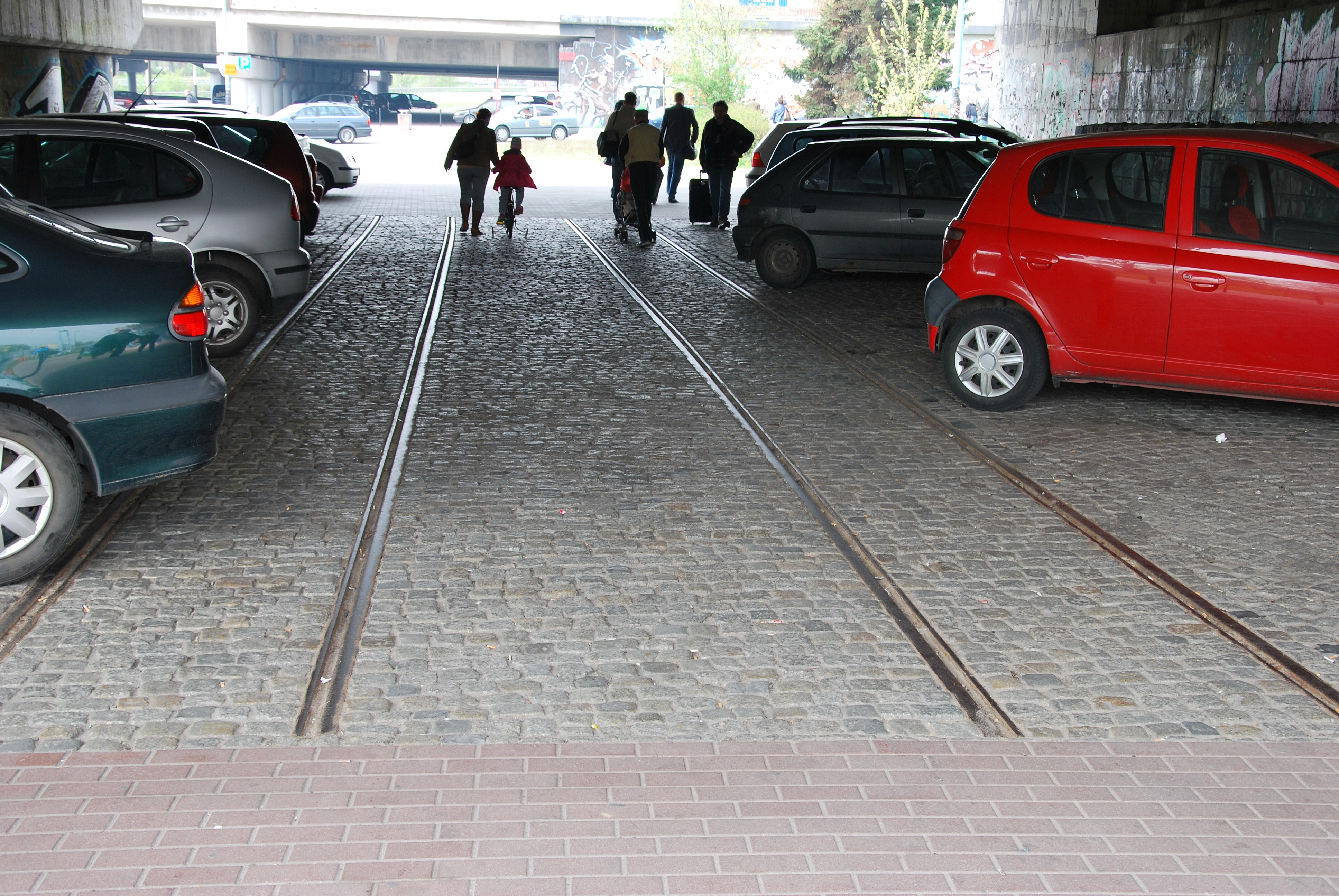
Stare szyny tramwajowe pod wiaduktami kolejowymi (obecnie parking)